# DG Водолея
DG Водолея (лат. DG Aquarii) — одиночная переменная звезда в созвездии Водолея на расстоянии (вычисленном из значения параллакса) приблизительно 2164 световых лет (около 663 парсеков) от Солнца. Видимая звёздная величина звезды — от +12,6m до +11,7m.

## Характеристики
DG Водолея — красная пульсирующая полуправильная переменная звезда типа SRB (SRB) спектрального класса M6: или M5/6. Эффективная температура — около 3322 К.